# Apohilda juno
Apohilda juno är en insektsart som först beskrevs av Rauno E. Linnavuori 1973.  Apohilda juno ingår i släktet Apohilda och familjen Tettigometridae. Inga underarter finns listade i Catalogue of Life.